# 東方紅2号
東方紅2号（中国語: 东方红二号、英: Dong Fang Hong 2, DFH-2）は中国が20世紀後半に使用していた放送衛星。中国空間技術研究院（CAST）が開発を行い、設計寿命は4.5年。この衛星シリーズは1984年から対地同期軌道へ打ち上げられた。この衛星からの放送は中国全土と周辺国の一部をカバーしていた。スピン安定方式の円筒型で、直径2.1m、高さ3.1m。1990年から1991年まで運用された。

## 東方紅2号A
東方紅2号A（DFH-2A）は東方紅2号の後継機で、放送用のパラボラ通信アンテナを衛星の頂点に取り付けていた。1993年まではすべての東方紅衛星が軍によって運用されていた。東方紅2号Aは全て1990年代には燃料を使い果たし、運用を終了している。DFH-2A-1、2A-2、2A-3はそれぞれ後にChinaSat-1、ChinaSat-2、ChinaSat-3へ改名されている。

## リスト
| 日時       | 名称     | 別名         | ロケット | 成否 |
| ---------- | -------- | ------------ | -------- | ---- |
| 1984-01-29 | DFH-2 1  | STTW T1      | CZ-3     | 失敗 |
| 1984-04-08 | DFH-2 2  | STTW T2      | CZ-3     | 成功 |
| 1986-01-01 | DFH-2A 1 | STTW 1       | CZ-3     | 成功 |
| 1988-03-07 | DFH-2A 2 | STTW 2, ZX 1 | CZ-3     | 成功 |
| 1988-12-22 | DFH-2A 3 | STTW 3, ZX 2 | CZ-3     | 成功 |
| 1990-02-04 | DFH-2A 4 | STTW 4, ZX 3 | CZ-3     | 成功 |
| 1991-12-28 | DFH-2A 5 | STTW 5, ZX 4 | CZ-3     | 失敗 |
| 引用資料： |          |              |          |      |